# Назаров, Дмитрий Викторович (хоккеист)
Дмитрий Викторович Назаров (род. 21 февраля 1971, Загорск, Московская область) — советский и российский хоккеист, нападающий. Мастер спорта России. Тренер.

## Биография
Воспитанник СДЮШОР Динамо (Москва). Начинал играть во второй лиге за ШВСМ-МЦОП (1988/89) и «Динамо-2» Москва (1989/90 — 1990/91). 17 марта 1991 года дебютировал за «Динамо» в чемпионате, проведя единственный матч в сезоне. В сезоне 1991/92 играл за «Автомобилист» Екатеринбург. Выступал за «Динамо» Москва (1992/93 — 1996/97), «Нефтехимик» Нижнекамск (1997/98), «Северсталь» Череповец (1998/99 — 1999/2000), «Витязь» Подольск и «Сибирь» Новосибирск (2000/01).
Тренер в школах «Динамо» (2004—2011), ЦСКА (2011—2017), мытищинского «Атланта» (с 2017).

## Достижения
- Финалист Кубка Европы (1992, 1993)
- Чемпион МХЛ (1993, 1995)
- Обладатель Кубка МХЛ (1993, 1995, 1996)
- Абсолютный чемпион России (1993, 1996)
- Второй призер чемпионата МХЛ (1994)
- Финалист Кубка МХЛ (1994)
- Финалист Евролиги